# Петер Ганніх
Петер Ганніх (угор. Péter Hannich, нар. 30 березня 1957, Дьєр) — угорський футболіст, що грав на позиції півзахисника, зокрема за «Дьйор», МТК (Будапешт) та національну збірну Угорщини.
Дворазовий чемпіон Угорщини. 

## Клубна кар'єра
У дорослому футболі дебютував 1977 року виступами за команду «Дьйор», в якій провів дев'ять сезонів, взявши участь у 231 матчі чемпіонату.  Більшість часу, проведеного у складі «Дьйора», був основним гравцем команди. У складі «Дьйора» був одним з головних бомбардирів команди, маючи середню результативність на рівні 0,5 гола за гру першості. За цей час двічі виборював титул чемпіона Угорщини. У переможному для команди чемпіонаті 1981/82 з 22-ма забитими голами став найкращим бомбардиром турніру.
1986 року перейшов до французького «Нансі», де, утім, не заграв і вже за рік повернувся до «Дьйора».
Згодом протягом 1988–1991 років грав за МТК (Будапешт), а завершував ігрову кар'єру в австрійському «Маттерсбурзі», за який виступав протягом 1992 року.

## Виступи за збірну
1982 року дебютував в офіційних матчах у складі національної збірної Угорщини.
У складі збірної був учасником чемпіонату світу 1986 року у Мексиці, де виходив на поле в одній грі групового турніру.
Загалом протягом кар'єри у національній команді, яка тривала 6 років, провів у її формі 25 матчів, забивши 2 голи.

## Титули і досягнення
- Чемпіон Угорщини (2):

«Дьйор»: 1981-1982, 1982-1983